# 香澄りこ
香澄 りこ（かすみ りこ、1998年12月26日 - ）は、日本のAV女優。ティーパワーズ所属。エスワン専属。

## 略歴
2021年10月に『新人NO.1 STYLE 脱アイドル 香澄りこ AVデビュー』でエスワンから専属でAVデビュー。
2024年3月、永野莉子に改名、約1年ぶりに現役復帰。

## 人物
- 趣味はアニメ鑑賞[5]。特技はマッサージ[5]。
- AVプロデューサーの末長薫人は、復帰以前お清楚系女優の面影はそのままに「（以前からの魅力であった）ヒップは破壊力を増していて、正座バックのときの尻肉の盛り上がりがハンパなくエロい」と賛美した[4]。

## 作品

### アダルトDVD
2021年
- 新人NO.1 STYLE 脱アイドル 香澄りこ AVデビュー（10月26日、S1 NO.1 STYLE）
- 脱アイドル香澄りこ 初絶頂3本番（11月23日、S1 NO.1 STYLE）
- 交わる体液、濃密セックス 完全ノーカットスペシャル 香澄りこ（12月28日、S1 NO.1 STYLE）

2022年
- 激イキ140回! 痙攣4800回! イキ潮3000cc! 脱アイドル 香澄りこ エロス覚醒 はじめての大・痙・攣スペシャル（1月25日、S1 NO.1 STYLE）
- 脱アイドル 人生初デカチン挿入 ポルチオ開発で膣中でイッちゃった!SP 香澄りこ（2月22日、S1 NO.1 STYLE）
- 大嫌いな上司と出張先でまさかの相部屋に…朝から晩までセクハラ性交され続けた一夜 香澄りこ（3月22日、S1 NO.1 STYLE）
- アイドル活動中の彼女が巨漢先輩の馬乗りプレス寝取られ快楽堕ち 香澄りこ（4月26日、S1 NO.1 STYLE）
- 見た目も中身も愛くるしいアイドル女優とハメ狂うお泊まり温泉旅行 香澄りこ（5月24日、S1 NO.1 STYLE）
- 「えっ、終電逃したの!? ウチ泊まっていく?」 普段はツンツンしている女上司の誘いに乗ったらすっぴんと無防備な部屋着に僕は理性が吹っ飛び… 香澄りこ（6月28日、S1 NO.1 STYLE）
- 反抗期のツンデレ妹が大嫌いな兄の絶倫チ●ポでイカされまくった両親不在の3日間。 香澄りこ（7月26日、S1 NO.1 STYLE）
- 彼女の妹は理想の美尻… 彼女不在の2日間、僕は妹の巨尻を舐め回し一心不乱にレ●プした。 香澄りこ（8月23日、S1 NO.1 STYLE）
- 彼女の親友のその無自覚なスケベ尻がボクを暴走させたんだ… 尻辱バックで犯●て、そして明日も明後日もその肉尻を追い、ひたすら飽きるまで●す。 香澄りこ（9月27日、S1 NO.1 STYLE）

2024年
- S級美女電撃復活 久しぶりにさらけ出すマ●コから精子がダクダク溢れる‘決意’の中出しAVデビュー 永野莉子（3月26日、本中）

### イメージビデオ
- Riko Southern flavours・香澄りこ（2022年3月5日、REbecca）

### デジタル写真集
- AV最高峰 S級GIRLS GROUP エスワンキャンペーン No.1 Photo Book アイドル版（2022年5月27日、FANZA BEAUTY COLLECTION、撮影：小林弘輔） - S1 NO.1 STYLE専属女優によるデジタル写真集。
- AV最高峰 S級GIRLS GROUP エスワンキャンペーン No.1 Photo Book S級版（2022年6月10日、FANZA BEAUTY COLLECTION、撮影：小林弘輔）- S1 NO.1 STYLE専属女優によるデジタル写真集。